# Škarda
Škarda ist eine kroatische Insel in Dalmatien. Sie ist etwa 3,5 Kilometer lang, etwa 1,5 Kilometer breit und liegt an ihrem höchsten Punkt 102 m über dem Meeresspiegel. Škarda liegt südöstlich der Insel Premuda und nordwestlich der Insel Ist. 
Da keine direkte Fährverbindung zu Škarda besteht, ist die Insel bereits seit längerer Zeit nicht mehr ständig bewohnt. In den Sommermonaten machen die Nachkommen der ehemaligen Bewohner auf der Insel Urlaub, aber auch Touristen besuchen das unbewohnte Eiland. Zwei Buchten von Škarda sind bebaut, in der südöstlichen Bucht steht ein ehemaliges Kastell.